# Madison (Connecticut)
Madison – miasto w Stanach Zjednoczonych, w stanie Connecticut, w hrabstwie New Haven.